# Charles Edward Anson Firth
Charles Edward Anson Firth, britanski general, * 1902, † 1991.